# Primer amor (canción)
«Primer amor» es el primer sencillo del cuarto álbum de estudio, Baby Blue de la cantante y actriz mexicana Anahí, lanzado a la venta en mayo de 2000. 
Se trata de una canción de ritmo lento, perteneciente a los géneros de pop y Pop latino. La canción es el tema de la telenovela en la cual la cantante fue protagonista, llamada Primer amor, incluida en la banda sonora titulada Primer amor a 1000 x hora.
El video musical de la canción fue dirigido por Pedro Damián, Anahí aparece cantando demostrando que está pasando de una niñita a una mujer hermosa. A lo largo del video se ve que es a blanco y negro, en un estilo muy antiguo.
La canción logró ser número en el tercer puesto en México. En septiembre de 2000, el video musical es nominado en los Billboard Video Awards, como mejor clip artista revelación del año.

## Antecedentes y presentaciones en vivo
El sencillo fue lanzado en mayo de 2000 en México, en formato CD. La canción fue utilizada dentro de la banda sonora de la telenovela Primer amor junto a Kuno Becker, en la que Anahí interpretó a Jovanna Luna. Fue integrada en la banda sonora de la misma, titulada Primer amor a 1000 x hora. El 7 de junio de 2005 es incluida en el álbum Una década de éxitos: Pop, que incluye las mejores canciones de las décadas 1990-2000. El tema fue lanzado en 2005 dentro de su álbum recopilatorio Antología y el 4 de julio de 2006 en la reedición de su álbum Baby Blue, titulado Una rebelde en solitario.
A modo de promoción, Anahí realizó una serie de presentaciones en vivo. En el año 2000 presenta el sencillo y el tema «Es el amor» en el programa mexicano Otro rollo. En marzo de 2001 interpreta la versión remix del sencillo en el Programa Hoy. En abril de 2001 se vuelve a presentar en el Programa Hoy conducido por Ernesto Laguardia y Andrea Legarreta, interpretando la versión remix. En 2002 Anahí realiza su primera visita a Ecuador y presenta su sencillo «Primer amor» en el programa A todo dar.

### Portada
Las fotografías del álbum fueron tomadas por Adolfo Pérez Butrón, en el sencillo se utilizó una de esas fotografías. En ella se puede ver a Anahí, la cual mira a la cámara con el rostro de costado y los brazos cruzados, utilizando el cabello suelto y una remera color azul.

## Lista de canciones
- Sencillo en CD - sencillo

| Primer amor — Single |               |          |  |
| N.º                  | Título        | Duración |  |
| 1.                   | «Primer Amor» | 5:06     |  |

- Sencillo en CD

| Sencillo en CD - Baby Blue |               |          |  |
| N.º                        | Título        | Duración |  |
| 1.                         | «Primer amor» | 5:06     |  |

| Sencillo en CD - Una rebelde en solitario |               |          |  |
| N.º                                       | Título        | Duración |  |
| 1.                                        | «Primer amor» | 5:07     |  |

| Sencillo en CD - Primer Amor a 1000 X Hora |                               |          |  |
| N.º                                        | Título                        | Duración |  |
| 1.                                         | «Primer amor» (Versión remix) | 4:44     |  |

| Sencillo en CD - Antología |               |          |  |
| N.º                        | Título        | Duración |  |
| 1.                         | «Primer amor» | 5:08     |  |

| Sencillo en CD - Una década de éxitos: pop |                                                                |          |  |
| N.º                                        | Título                                                         | Duración |  |
| 1.                                         | «Si no te hubieras ido» (Interpretada por Marco Antonio Solís) | 4:06     |  |
| 2.                                         | «Amor» (Interpretada por Cristian Castro)                      | 3:46     |  |
| 3.                                         | «Rosas rojas» (Interpretada por Alejandra Guzmán)              | 3:12     |  |
| 4.                                         | «Muriendo lento» (Interpretada por Timbiriche)                 | 4:40     |  |
| 5.                                         | «Candela» (Interpretada por Noelia)                            | 3:05     |  |
| 6.                                         | «Cuando mueres por alguien» (Interpretada por Erik Rubín)      | 2:44     |  |
| 7.                                         | «Un Pacto Entre los 2» (Interpretada por Thalía)               | 3:21     |  |
| 8.                                         | «1, 2, 3» (Interpretada por El Símbolo)                        | 3:19     |  |
| 9.                                         | «Te felicito» (Interpretada por Laura Flores)                  | 3:54     |  |
| 10.                                        | «Niña bonita» (Interpretada por Patricia Manterola)            | 3:37     |  |
| 11.                                        | «Como me haces falta» (Interpretada por Ana Bárbara)           | 4:20     |  |
| 12.                                        | «Primer amor» (Interpretada por Anahí)                         | 3:37     |  |
| 13.                                        | «Claridad» (Interpretada por Menudo)                           | 4:06     |  |
| 14.                                        | «Cuéntame» (Interpretada por Lucero)                           | 3:29     |  |
| 15.                                        | «Sigue sin mí» (Interpretada por Marco Antonio Solís)          | 3:58     |  |
| 16.                                        | «Vuélveme a querer» (Interpretada por Cristian Castro)         | 4:10     |  |
| 17.                                        | «Llama por favor» (Interpretada por Alejandra Guzmán)          | 4:21     |  |
| 18.                                        | «Yo no soy una más» (Interpretada por Timbiriche)              | 4:01     |  |
| 19.                                        | «Amarillo azul» (Interpretada por Thalía)                      | 3:42     |  |
| 20.                                        | «La única» (Interpretada por Álvaro Torres)                    | 4:32     |  |

## Video musical

### Desarrollo
El video fue dirigido por Pedro Damián, productor en ese momento de la telenovela Primer amor en la cual Anahí fue protagonista. El video fue filmado en blanco y negro, y algunas escenas en color.

### Sinopsis
El video comienza con una cuenta regresiva, se comienzan a ver las piernas de Anahí caminando por una vereda, luego empieza a correr, se ve la primera imagen de los ojos de la cantante, luego el rostro sonriente, cambia de escena y se puede ver a Anahí con un look diferentes, los labios de color fuerte, una círculo de color adherido a su frente, mientras se muestran otras escenas de ella, vestida con un pantalón negro y una remera color claro en otro escenario, luego en una escalera, con jeans y una remera de color claro, mientras se intercalan las escenas de su rostro, se ven películas de cine blanco, luego una escena de Anahí con una remera color rojo, jeans color azul y un sombrero de vaquera color rojo caminando por una vereda. El video termina con una imagen de Anahí alejándose.

## Premios y nominaciones
| Año  | Ceremonia              | Categoría                             | Resultado | Ref.  |
| ---- | ---------------------- | ------------------------------------- | --------- | ----- |
| 2000 | Billboard Video Awards | Mejor clip artista revelación del año | Nominado  | [ 3 ] |

## Créditos y personal

### Grabación
La canción presente en el álbum Baby Blue fue grabada y editada en Midnight Blue Studios y masterizado en Mastering The Kitchen.

### Personal
Créditos por Primer Amor:
- Productor - Estéfano
- Compositores - Estéfano
- Mixing - Joel Numa
- Fotografía - Adolfo Pérez Butrón
- Asistente de grabación - Javier Carrión
- Diseño gráfico - Impressions Design Inc

## Historial de lanzamiento
| Región             | Fecha                                              | Formato                                            | Discográfica |
| ------------------ | -------------------------------------------------- | -------------------------------------------------- | ------------ |
| México             | mayo de 2000                                       | Radio Premiere                                     | Fonovisa     |
| México             | mayo de 2000                                       | Sencillo en CD                                     | Fonovisa     |
| México             | 17 de julio de 2000                                | Sencillo en CD, Casete- Baby Blue                  | Fonovisa     |
| Estados Unidos     | 26 de agosto de 2000                               | Sencillo en CD, Casete - Baby Blue                 | Fonovisa     |
|                    | 8 de mayo de 2001                                  | Sencillo en CD, Casete - Primer Amor a 1000 X Hora | Fonovisa     |
| 7 de junio de 2005 | Sencillo en CD, Casete - Una Década de Éxitos: Pop |                                                    | Fonovisa     |
| 2005               | Sencillo en CD, Casete - Antología                 |                                                    | Fonovisa     |
| Estados Unidos     | 4 de julio de 2006                                 | Sencillo en CD, Casete - Una rebelde en solitario  | Fonovisa     |
| Brasil             | 8 de julio de 2006                                 | Sencillo en CD, Casete - Una rebelde en solitario  | Fonovisa     |